# Polesella

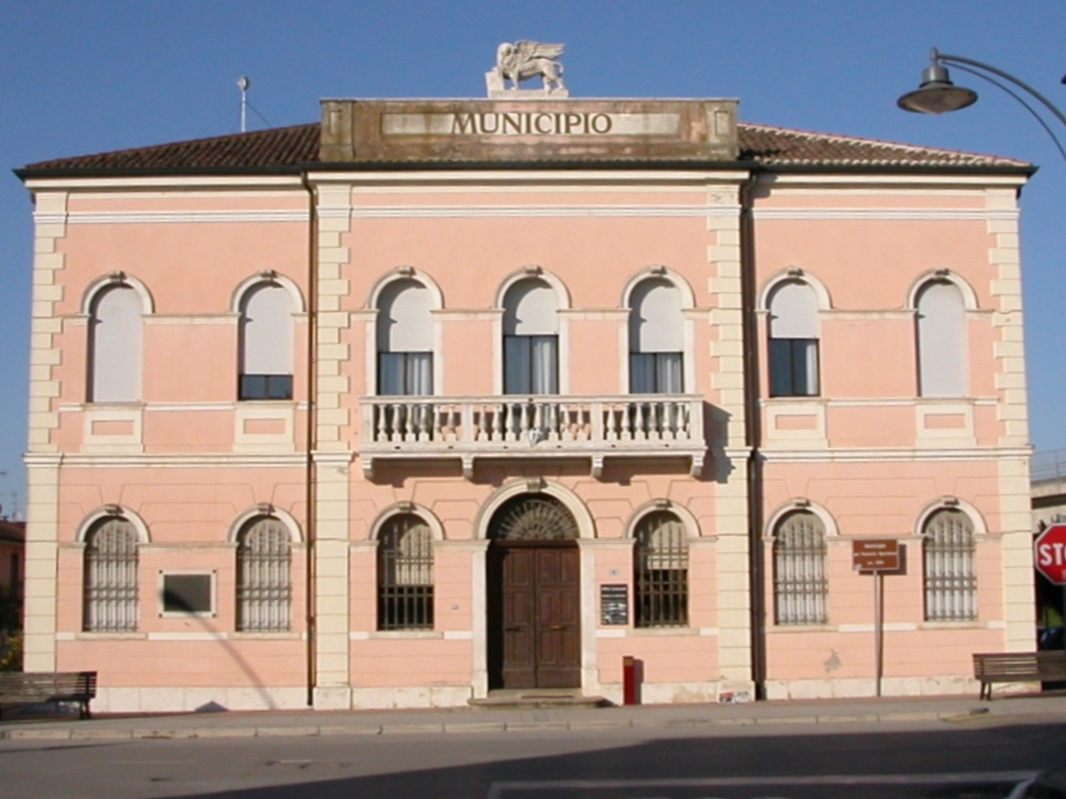
Gemeindeverwaltung von Polesella

Polesella ist eine nordostitalienische Gemeinde (comune) mit 3605 Einwohnern (Stand 31. Dezember 2023) in der Provinz Rovigo in Venetien. Die Gemeinde liegt etwa 11,5 Kilometer südlich von Rovigo am Po und etwa 18 Kilometer nordöstlich von Ferrara. Polesella grenzt unmittelbar an die Provinz Ferrara und ist Teil der südlichen Polesine.

## Geschichte
Polesella lag im etruskischen Siedlungsgebiet. Allerdings hatte der Dammbruch von 589 (Rotta di Cucca) die Gegend völlig überschwemmt und mögliche Zeugnisse zerstört.
1509 kam es auf dem Po zur Schlacht von Polesella, bei der der Herzog von Ferrara die Galeeren der Republik Venedig zerstörte.

## Gemeindepartnerschaften
Polesella unterhält Partnerschaften mit der slowakischen Stadt Lučenec in der Region Poiplie und mit der kroatischen Gemeinde Svetvinčenat in der Gespanschaft Istrien.

## Persönlichkeiten
- Thiago Motta (* 1982), brasilianisch-italienischer Fußballspieler und -trainer. Seine Familie stammt aus Polesella.

## Verkehr
Durch die Gemeinde führt die Strada Statale 16 Adriatica. Der Bahnhof liegt an der Bahnstrecke Padua–Bologna.